# 平潔行
平 潔行（たいら の きよゆき）は、平安時代前期の貴族。

## 経歴
利基王の子。元慶2年（878年）臣籍降下して平朝臣姓を名乗る。山城守を務めたのち、大学頭に進んだ。従四位上。